# (6277) Siok
(6277) Siok es un asteroide perteneciente al cinturón de asteroides, región del sistema solar que se encuentra entre las órbitas de Marte y Júpiter, descubierto el 24 de agosto de 1949 por Henry Lee Giclas y el también astrónomo R. D. Schaldach desde el Observatorio Lowell, Flagstaff, Arizona, Estados Unidos.

## Designación y nombre
Designado provisionalmente como 1949 QC1. Fue nombrado Siok en homenaje a Steve y Kathy Siok, fueron miembros del club de astronomía Skyscrapers de Rhode Island, EE. UU. aproximadamente durante más de cuarenta años, en esa etapa han ocupado varios cargos de directivos.

## Características orbitales
Siok está situado a una distancia media del Sol de 2,213 ua, pudiendo alejarse hasta 2,649 ua y acercarse hasta 1,778 ua. Su excentricidad es 0,196 y la inclinación orbital 6,686 grados. Emplea 1203,26 días en completar una órbita alrededor del Sol.

## Características físicas
La magnitud absoluta de Siok es 14,1. Tiene 3,855 km de diámetro y su albedo se estima en 0,299. 